# جمال المداني
جمال المداني ممثل تونسي من مواليد سنة 1963 في تونس العاصمة. شارك في العديد من المسلسلات والأفلام السينمائية التونسية. وشارك في سلسلة بنت أمها 1و2 و 2014 2015 و السلسلة الهزلية الرئيس عام 2016 في رمضان

## أعماله

### التلفاز

##### المسلسلات
- 1993 : وردة لحمادي عرافة
- 1994 : أمواج لصلاح الدين الصيد وعلي بن عرفة وعلي منصور.
- 1995 : الحسد لعبد القادر الجربي وعبد القادر بالحاج نصر.
- 2002 : عطر الغضب لالحبيب المسلماني ورضا ڨحام.
- 2004 : حسابات وعقابات للحبيب المسلماني وعلي اللواتي بدور سعيد.
- 2005 : هلولة وسلومة لإبراهيم اللطيف وفارس نعناع (ضيف شرف).
- 2005-2006 : شوفلي حل لصلاح الدين الصيد (ضيف شرف الحلقتين 23 و 26 من الموسم 1 بدور سي بوعزة
- 2006 : أولاد اليوم لمحمد علي دمق والطاهر الفازع.
- 2008-2009 : مكتوب لسامي الفهري بدور المنجي.
- 2008 : بين الثنايا للحبيب المسلماني بدور غانجو.
- 2011 : طاولة وكراسي لعبد المجيد جلولي وعماد بن حميدة.
- 2012 : من أجل عيون كاترين لحمادي عرافة ورفيقة بوجدي بدور جابر.
- 2012 : العيشة فن لأمين شيبوب وهيفل بن يوسف.
- 2012 : شوبيك لوبيك لعصام بوڨرة وقيس شقير وحمدي بن أحمد والصادق حلواس.
- 2013 : نجوم الليل (الموسم 4) لمهدي نصرة وسوسن الجمني بدور عبد الحميد.
- 2014 : يقوي سعدك لأمير الماجولي وأسامة عبد القادر (ضيف شرف الحلقة 8) بدور السيد رئيس اللّجنة.
- 2013-2014 : كاميرا كافيه لإبراهيم اللطيف ومروى الزنايدي ونوفل الورتاني وبلال الميساوي بدور علي.
- 2014-2015 : سكول لزياد اليتيم بدور المدير.
- 2015-2014 : ناعورة الهواء لمديح بالعيد بدور جعفر.
- 2015-2014 : بنت أمها ليوسف ميلاد ومخلص معلى بدور الخال.
- 2015 : الريسك لنصر الدين السهيلي وسلمى هبي ومحمد علي دمق.
- 2015 : دار العزاب للسعد الوسلاتي وفتحي بوسهيلة وصابر الوسلاتي (ضيف شرف).
- 2016 : الرئيس لجميل النجار : سي المقراني.
- 2016 : نسيبتي العزيزة (ضيف شرف الحلقة 7 من الموسم 6) لصلاح الدين الصيد ويونس الفارحي بدور المفتش نجم الدين
- 2016- 2017 : فلاشباك لمراد بالشيخ ورابعة السافي ونازلي فريال القلال بدور ضابط الشرطة.
- 2016 : بوليس حالة عادية لمجدي السميري وجميل النجار.
- 2017 :
  - المنارة لعاطف بن حسين.
  - الدوامة لنعيم بن رحومة ومحمد علي ميهوب وعبد المنعم حواص بدور مفتش الشرطة.
- 2018 : علي شورب لمديح بالعيد وربيع التكالي بدور فتحي زريعة.
- 2018 : إلي ليك ليك لقيس شقير وقيس ناجي.
- 2022-2021 : كان ياماكانش لعبد الحميد بوشناق.
- 2024 : "نهار على عمار" لزياد ليتيم بدور الحبيب.

#### الأفلام التلفزية
- 2003 : الجزيرة الملعونة لريمي بوركال.
- 2008 : ڥيلا الياسمين لفريد بوغدير.[2]

### المسرح
- بهجة من إخراج محمد منير العرقي.
- 2000 : محارم من إخراج محمد منير العرقي.
- 2003 : مراد الثالث، نص الحبيب بولعراس والإخراج المسرحي لمحمد إدريس.
- 2004 : الموت الكريم، مستوحاة عن رواية وفاة بائع متجول لآرثر ميلر ومقتبسة باللهجة التونسية لمحمد إدريس والإخراج المسرحي لنايل فلاكمان.
- 2005 : أوديب، الطاغية لنور الدين العاتي.
- 2006 : خمسون، نص جليلة بكار والإخراج المسرحي لفاضل الجعايبي.
- 2009 : غلطة مطبعية، نص وإخراج حسام الساحلي.
- 2009 : راجل ومرا، من إخراج محمد إدريس.
- 2009 : أصحاب، نص لسعد بن حسين والإخراج المسرحي لجمال ساسي.
- 2009 : الوصية، نص أولاد حمد والإخراج المسرحي لالشاذلي العرفاوي.
- 2010 : خويا ليبر؟ إخراج محمد منير العرقي.
- 2013 : الرهيب إبن الأغلب أو إبراهيم الثاني الرهيب، نص عبد القادر اللطيفي والإخراج المسرحي لمنير العرقي.
- 2014 : ريحة الريحة لجمال ساسي.
- 2014 : كراسي لجمال المداني
- 2015 : تونس لأحمد بن سعد.
- 2015 : بورڨة. لجمال ساسي، مقتبسة عن مسرحية خلف الأبواب المغلقة لجون بول سارتر.[3]

### السينما

##### الأفلام الطويلة
- 1991 : شيشخان لمحمود بن محمود وفاضل الجعايبي.
- 2000 : موسم الرجال لمفيدة التلاتلي.
- 2002 : خرمة لالجيلاني السعدي.
- 2002 : صندوق عجب لرضا الباهي.
- 2003 : أوديسة لإبراهيم باباي.
- 2008 : تشيناتشيتا لإبراهيم اللطيف.
- 2010 : آخر ديسمبر لمعز كمون.
- 2012 : صبر أليم لنصر الدين السهيلي.
- 2013 : طفل الشمس لالطيب الوحيشي.
- 2014 : قصر الدهشة لمختار العجيمي.
- 2015 : عزيز روحو لسنية الشامخي.

##### الأفلام القصيرة
- 1998 : الوليمة لمحمد علي دمق.
- 2004 : فيزا لإبراهيم اللطيف.
- 2006 : حوارات لمحمد قيس الزايد.
- 2007 : السكات لفاتن الحفناوي.
- 2007 : ليلة العيد لأشرف الأحمر.
- 2008 : وراء البلايك لسنية الشامخي.
- 2008 : رقصة القبور للمنصف بن مراد.
- 2009 : العربة الأخيرة لسارة العبيدي.
- 2012 : الربيع الأخير لزاكاري كيرشبورغ.
- 2015 : لون البركة لسليم ڨريبع.
- 2015 : كريدي موش لأمير ڨديش.[4]

## روابط خارجية
- جمال المداني على موقع IMDb (الإنجليزية)
- جمال المداني على موقع قاعدة بيانات الأفلام العربية
- جمال المداني على موقع ألو سيني (الفرنسية)